# East India (DLR)
East India (en anglais : East India DLR station), est une station de la ligne de métro léger automatique Docklands Light Railway (DLR), en zone 2 et 3 Travelcard. Elle  est située sur la Blackwall Way, à Leamouth (en) dans le borough londonien de Tower Hamlets sur le territoire du Grand Londres.

## Situation sur le réseau

Plan de la ligne du métro léger DLR.

Située en aérien, East India est une station, de la branche est Poplar - Canning Town, de la ligne de métro léger Docklands Light Railway, elle est établie entre les stations : Blackwall, en direction de Poplar, et Canning Town,. Elle est en zone 2 et 3 Travelcard.
Station de passage, elle dispose des deux voies, numérotées 1 et 2, encadrées par deux quais latéraux.

## Histoire
La station de passage East India est mise en service le 28 mars 1994, lors de l'ouverture de la prolongation de Poplar à Beckton, incluant la branche est Poplar - Canning Town et sa prolongation est Canning Town - Beckton du Docklands Light Railway (DLR).

## Services aux voyageurs

### Desserte

Installations et desserte
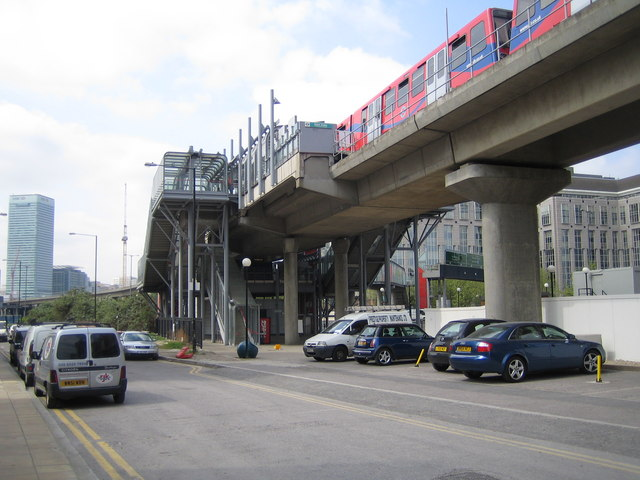
2007.
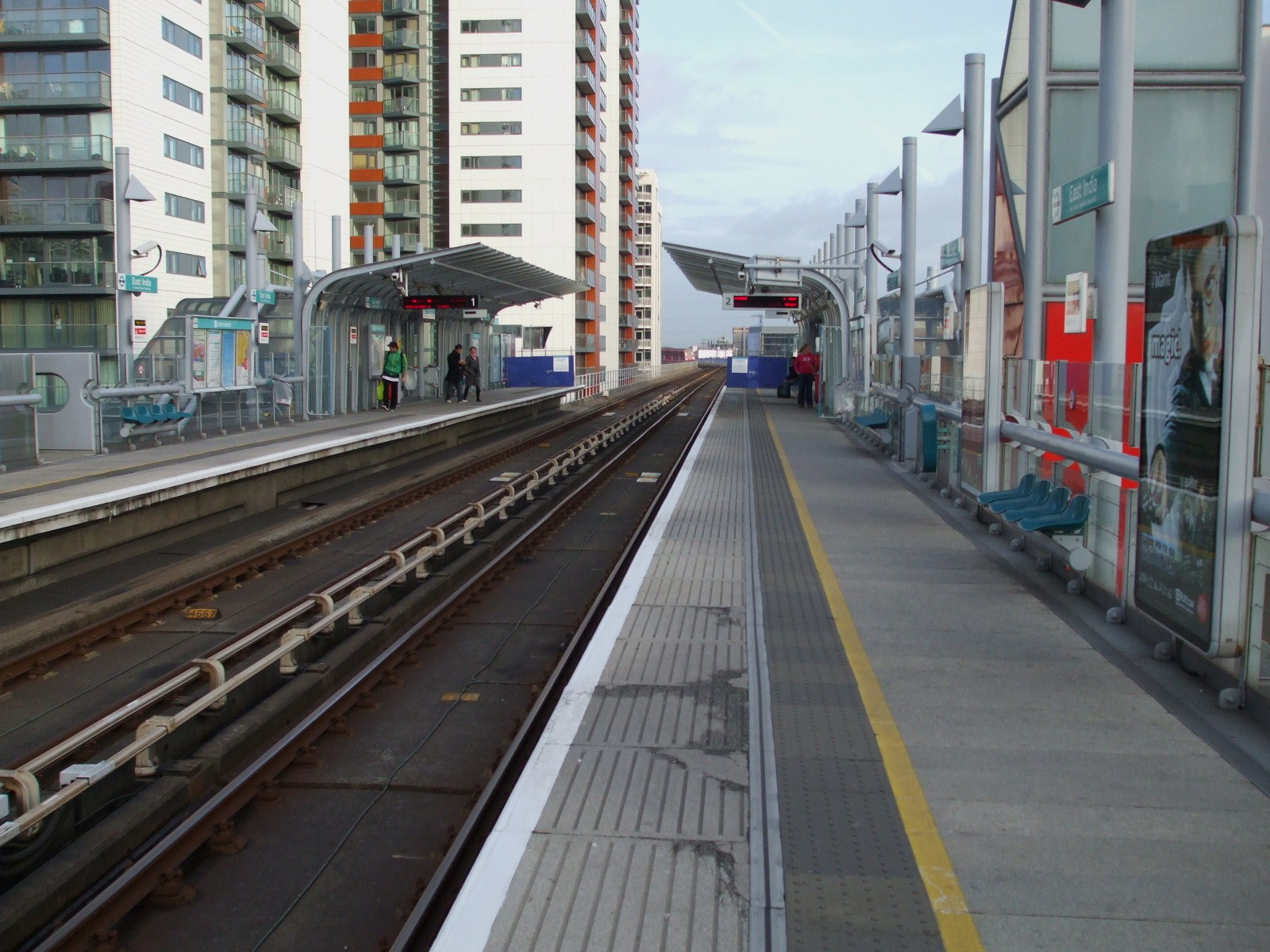
2008.
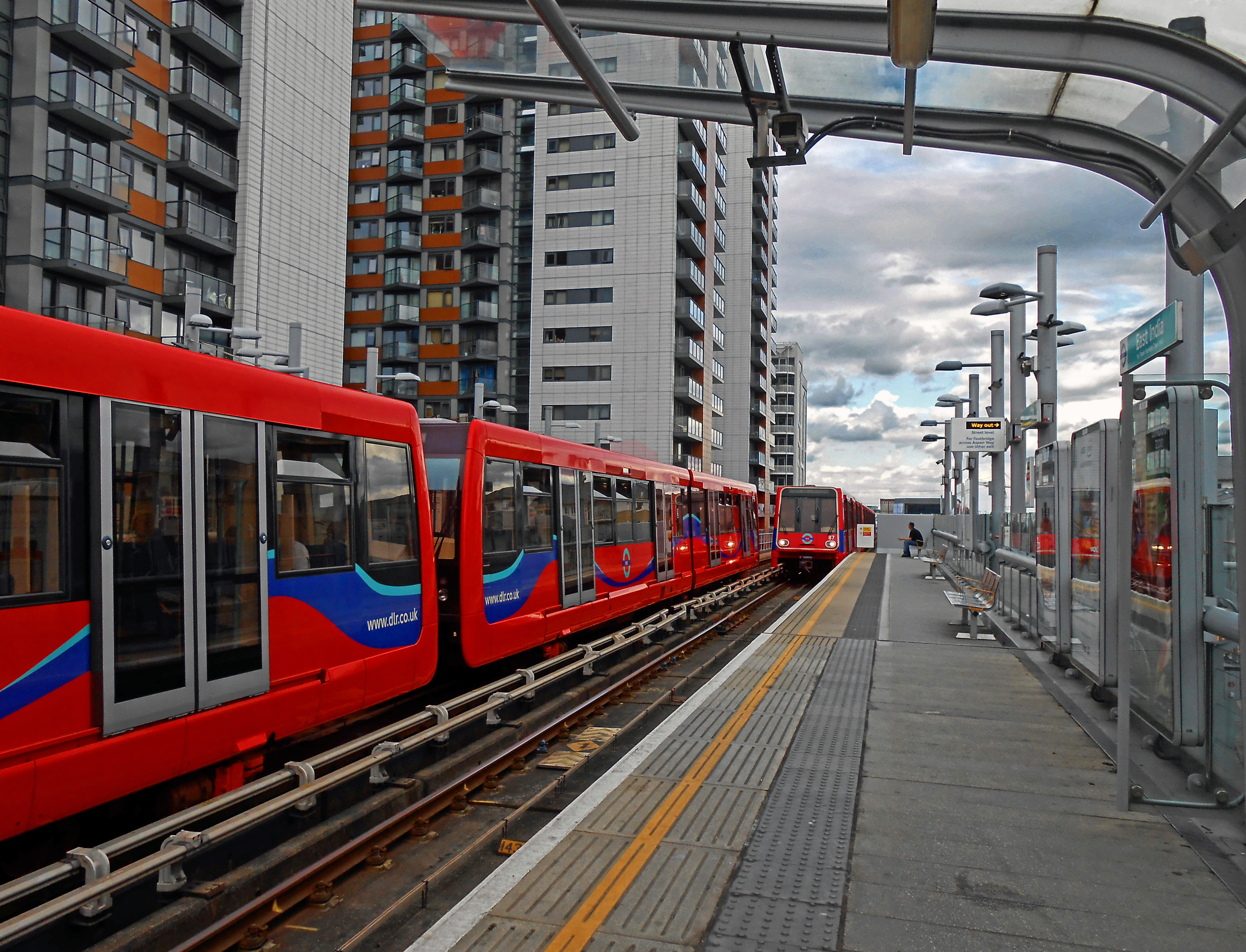
2013.

## À proximité
- Leamouth (en)